# 高霊郡
高霊郡（コリョンぐん）は、大韓民国慶尚北道南西部にある郡。大伽耶国の故地である。

## 地理
慶尚北道南西部に位置し、東は大邱広域市、西と南は慶尚南道陜川郡（ハプチョン）、北は慶尚北道星州郡（ソンジュ）に接する。
小白山脈の一脈である伽耶山が郡の西北から南東に連なり、郡中央を流れる大伽川が小伽川を合わせて錦川となり、洛東江に流入する。

## 歴史
古代の大伽耶国の地であり、大伽耶は始祖・内珍朱智から道設智王まで16代520年続いた。伽耶時代前期の盟主は金官伽耶（現・金海市）であったが、5世紀以降は大伽耶が伽耶連盟の盟主となった。562年新羅に滅ぼされて大伽耶郡となり、757年高霊郡（高陽郡）と改称した。
- 1018年 - 霊川県と改称。
- 1413年 - 高霊県になる。
- 1895年旧暦閏5月1日 - 高霊郡に変更。[2]
- 1896年8月4日 - 慶尚南道高霊郡に変更。[3]
- 1906年 - 星州郡道長面・茶山面・徳谷面・雲羅面・加県面・蘇野面・老多面・黒水面・仁谷面および玄風郡津村面・沓谷面・旺旨面を高霊郡に編入。（26面）
- 1912年10月15日 - 西部面が県内面に合併するなど、面・洞が統廃合された。[4][5]（16面）

| 道令第2号                                                            |            |
| 旧行政区画                                                           | 新行政区画 |
| 雲羅面、黒水面                                                       | 雲水面     |
| 道長面、九音面                                                       | 長音面     |
| 九谷面、津村面                                                       | 開津面     |
| 一良面、松泉面                                                       | 良泉面     |
| 安林面、鍮泉面、高谷面                                               | 林泉面     |
| 乃谷面、館洞面                                                       | 乃館面     |
| 旺旨面、畓谷面、下弥面の一部（扶礼洞、釜谷洞、沙村洞、蓮洞、下山洞） | 旺谷面     |
| 牛村面、下弥面の残部                                                 | 牛下面     |
| 上洞面、下洞面                                                       | 双洞面     |
- 1914年4月1日 - 郡面併合により、邑内面が高霊面に合併するなどの改編。高霊郡に以下の面が成立。[6][7]（9面）
  - 高霊面・徳谷面・雲水面・星山面・開津面・茶山面・牛谷面・双洞面・林泉面

| 府令第111号    |            |
| 旧行政区画     | 新行政区画 |
| 邑内面、乃館面 | 高霊面     |
| 仁谷面         | 徳谷面     |
| 長音面         | 雲水面     |
| 蘇野面、嘉県面 | 星山面     |
| 良泉面         | 開津面     |
| 伐知面         | 茶山面     |
| 牛下面、旺谷面 | 牛谷面     |
- 1934年4月1日 - 双洞面・林泉面が合併して双林面が発足。[8]（8面）
- 1979年5月1日 - 高霊面が高霊邑に昇格。[9]（1邑7面）
- 1983年2月15日 - 徳谷面の一部が星州郡修倫面に編入。（1邑7面）
- 2015年4月2日 - 高霊邑が大伽倻邑に改称。[10][11]（1邑7面）

## 行政

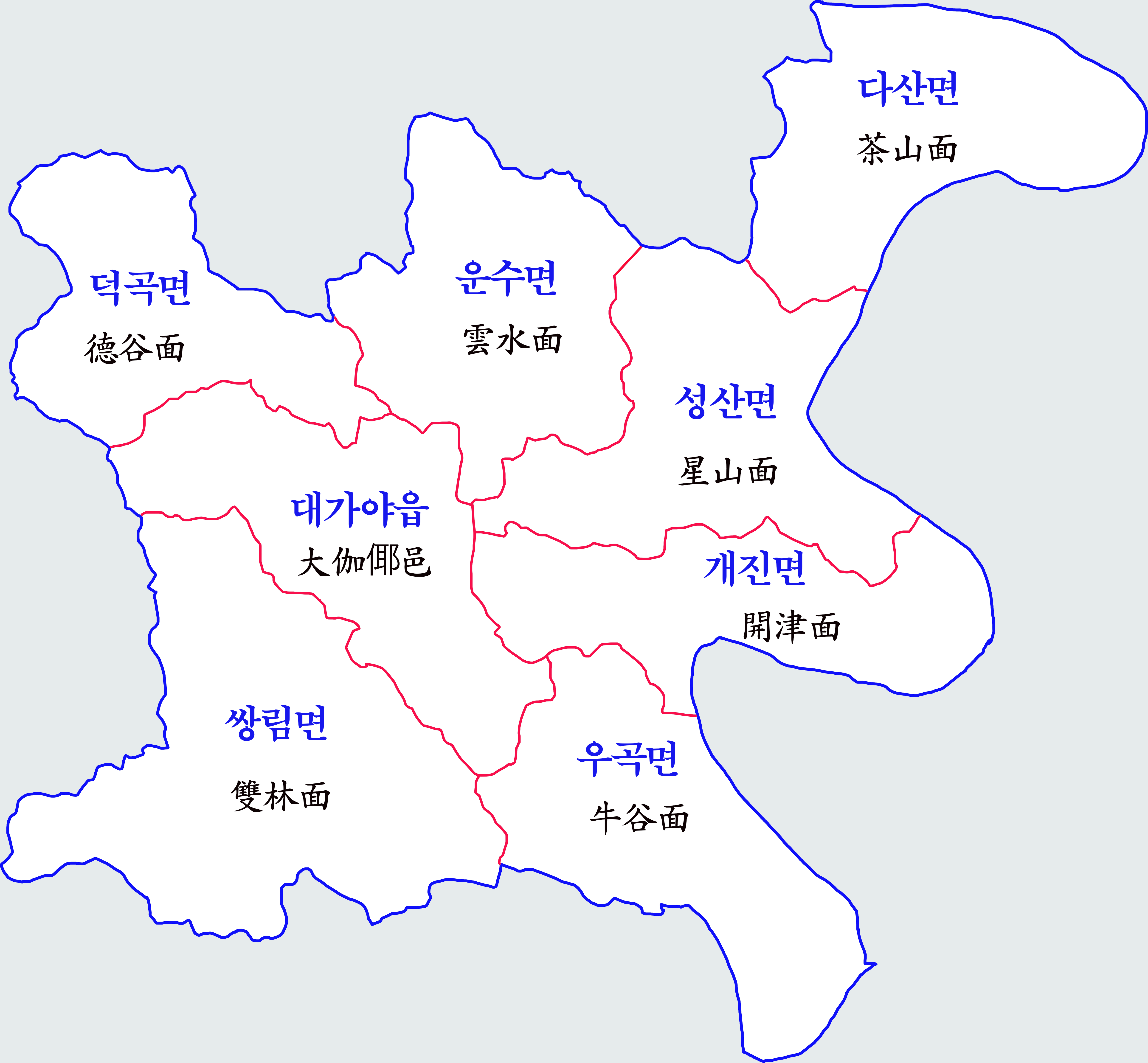
行政区域図

高霊郡は1邑、7面、147里で構成される。
| 邑・面   | 法定里 |
| -------- | --- |
| 大伽倻邑 | 快賓里、古衙里、軒門里、場基里、延詔里、池山里、本館里、中化里、楮田里、内上里、新里、外里、内谷里                           |
| 徳谷面   | 加倫里、元松里、老里、白里、礼里、玉渓里、龍興里、本里里、盤城里、後岩里                                                     |
| 雲水面   | 鳳坪里、大坪里、八山里、雲山里、月山里、花岩里、新間里、法里、柳里                                                           |
| 星山面   | 於谷里、得成里、三大里、午谷里、江亭里、茂渓里、朴谷里、大興里、龍沼里、上龍里、高呑里、旗足里、箕山里、沙鳧里               |
| 開津面   | 良田里、盤雲里、新安里、仁安里、開浦里、吾士里、九谷里、玉山里、釜里、省里、直里                                             |
| 茶山面   | 平里里、湖村里、藿村里、上谷里、座鶴里、月城里、芦谷里、松谷里、羅亭里、伐知里                                               |
| 牛谷面   | 桃津里、礼谷里、畓谷里、大谷里、沙田里、沙村里、野亭里、鳳山里、客基里、月塢里、浦里、蓮里、涑里                             |
| 双林面   | 貴院里、松林里、山塘里、山州里、栢山里、下車里、新村里、新谷里、梅村里、合伽里、平地里、安和里、安林里、高谷里、月幕里、龍里 |

### 警察
- 高霊警察署

### 消防
- 高霊消防署

## 教育・文化
- 初等学校（小学校）　9校
- 中学校　　　　　　　5校（分校1校）
- 高等学校　　　　　　2校
- 于勒博物館
- 大伽耶博物館

## 主要遺跡
- 良田洞巌刻画（先史時代）
- 池山洞古墳群（1977年発掘）
- 古衛洞壁画古墳
- ほか多数

## 交通

### 道路
- 光州-大邱高速道路
  - 高霊インターチェンジ - 東高霊インターチェンジ - 高霊ジャンクション(中部内陸高速道路と接続)

### バス
- 高霊市外バス停留所

## 姉妹都市
- 韓国全羅南道咸平郡
- 韓国ソウル特別市瑞草区